# Fińskie jednostki miar
Archaiczny fiński system miar pochodzi od części ciała i był używany od zamierzchłych czasów. Niektóre z jednostek później ujednolicono dla celów handlowych. W fińskim systemie mierniczym używano także niektórych jednostek miar szwedzkich, a później także rosyjskich.
Pierwszą prawną standaryzację miar przeprowadzono w 1665 roku, a w 1735 zweryfikowano niektóre z jednostek. Przed prawną standaryzacją, wielkości miar były różne w różnych miastach. Do dzisiaj w potocznym języku fińskim używa się powiedzenia mitata Porvoon mitalla, co oznacza mierzyć jednostkami z Porvoo (miasta, w którym używano nadzwyczaj dużych jednostek miar) dla określenia odmierzania wielkości z nadwyżką.
Część używanych w Finlandii jednostek zamieniono na System metryczny w 1861, a całkowite przejście na ten system miar nastąpiło w 1880.

## Miary długości
- linja — 2,06 mm, szerokość ziarna jęczmienia 1/12 tuuma
- tuuma — 24,74 mm szerokość kciuka, czyli 1/6 vaaksa lub 1/12 jalka. Metrinen tuuma (tumma metryczna) = 25 mm.
- vaaksa — piędź 148,44 mm, odległość między końcem małego palca i kciuka. 6 tuuma lub 1/2 jalka. Obecnie definiowana jako 150 mm.
- jalka — stopa, 296,9 mm. Długość ludzkiej stopy, 1/2 kyynärä.
- kyynärä — łokieć 593,76 mm. Odległość od łokcia do końca palców. Metrinen kyynärä (łokieć metryczny) = 500 mm.
- syli — sążeń, około 180 cm, odległość pomiędzy końcami palców rozłożonych rąk. W żeglarstwie syli stanowi 1/1000 mili morskiej, czyli 1,852 m.
- vakomitta — 213,6 m, zagon, długość miary pola. 1/5 virsta.
- virsta — 2672 m (miara szwedzka) 1068,84 m (miara fińska). 1/10 peninkulma.
- peninkulma — przed rokiem 1600 5 virsta, czyli 5344,2 m, później 10 virsta, czyli 10688,4 m. Odległość, na jaką słychać szczekającego psa, gdy nie wieje wiatr.
- päivämatka — około 20 km. Odległość, jaką można było przejść w jeden dzień. 2 peninkulma lub 20 virsta.

### Morskie miary długości
- meripeninkulma — 1852 m. Czasami jako mila morska, jedna minuta kątowa na równiku.
- kaapelinmitta — 185,2 m. 1/10 mili morskiej.
- syli — 1,852 m. 1/1000 mili morskiej, jednostka używana bardzo rzadko.
- solmu — jednostka prędkości oznaczająca jedną milę morską na godzinę.

#### Przestarzałe
- merisekunti — 30,8666 m. 1/60 mili morskiej.
- meritertia — 0,51444 m. 1/3600 mili morskiej.

## Masy
- luoti — 13,95 g, masa kuli muszkietowej. 1/2 unssi
- unssi — 27,9 g. 1/8 markka lub 1/16th naula
- markka — 213,8 g, 1/2 naula. Nazwa fińskiej jednostki monetarnej, marki użytkowanej w latach 1861–2002.
- naula — 425,6 g, 1/20 leiviskä. Metrinen naula (naula metryczna) = 500 g
- leiviskä — 8,5004 kg, 1/5 sentneri. Metrinen leiviskä (leiviskä metryczna) = 10 kg
- sentneri — 42,56 kg, czyli 100 naula. Senttaali = 200 metrinen naula lub 100 kg.
- kippunta — 170 kg, czyli 20 leiviskä lub 400 naula.

## Miary powierzchni
- kannunala — 88,15 m². 1000 jalka kwadratowych.
- kapanala — 154 m², 1/32 tynnyrinala. Powierzchnia pola jako mogła być obsiana jednym buszlem ziarna.
- panninala — 2464 m², czyli 16 kapanala lub 1/2 tynnyrinala. Powierzchnia pola jaka mogła być obsiana jednym panni zboża.
- tynnyrinala — 4936,5 m². Powierzchnia pola jaka mogła być obsiana jedną baryłką zboża.
- äyrityisenmaa — 3926 kyynärä kwadratowych. Powierzchnia pola, na której wyrośnie zboże, od którego podatek wyniesie jeden äyrityinen
- äyrinmaa — 11777 kyynärä kwadratowych. Powierzchnia pola, na której wyrośnie zboże, od którego podatek wyniesie jeden äyri.
- penninginmaa — 490790 kyynärä kwadratowych. Powierzchnia pola, na której wyrośnie zboże, od którego podatek wyniesie jeden penninki.

## Miary objętości
- jumpru — 0,818 cl. 1/4 kortteli.
- kortteli — miara używana zarówno dla długości (14,845 cm, czasami jako vaaksa) jak i dla objętości (3,2715 dl). Nazwa pochodzi od szwedzkiego słowa kvartdel oznaczającego kwartę. Jako jednostka długości równa się 1/4 kyynärä.
- tuoppi — 1,3274 litra, lub 1/2 kannu.
- kannu — 2,6172 litra, lub 1/2 kappa. Stosowana także zamiennie z pikkukappa (dosłownie 2,5 litra)
- kappa — 5,4961 litra, wciąż używana jednostka oznaczająca obecnie 5 litrów, lub jako isokappa do określania masy ziemniaków.
- ankkuri — 39,26 litra, czyli 15 kannu. Używana do pomiaru płynów.
- nelikko — 43,986 litra, czyli 8 kappa. Używana do pomiaru ciał stałych.
- panni — 87,96 l, czyli 2 nelikko lub 1/2 tynnyri. Używana do pomiaru ciał stałych.
- tynnyri — 125,6 litra, czyli 48 kannu. Baryłka płynu.
- tynnyri — 175 litrów lub 32 kappa. Baryłka ciał stałych.
- lästi — 1507 litrów lub 12 tynnyri, do pomiaru płynów.
- lästi — 2110 litrów lub 12 tynnyri, do pomiaru ciał stałych.

## Różne
- kivenheitto — rzut kamieniem, 100 kyynärä, około 50 m. Obecnie do określenia niewielkiej odległości.
- poronkusema — około 7,5 km. Lapońska miara odległości oznaczająca odległość jaką przebywają renifery między jednym a drugim oddaniem moczu. Obecnie używana do wyrażenia nieokreślonej odległości.
- tusina — tuzin (12)
- toltti — 12, do określania ilości tarcicy
- tiu — 20 jaj
- buntta — 20 paczek zapałek
- kerpo — 31, do określania liczby minogów, 30 sztuk plus jeden do związania
- kiihtelys — 40 skórek wiewiórczych
- riisi — 144 kartki papieru
- tonni — 1000, najczęściej dla określenia 1000 kg, ale także zamiennie jako 1000 dla innych jednostek, zwłaszcza pieniędzy.
- motti — 1 m³ drewna na opał, lub zużytego papieru
- valovuosi — rok świetlny, do określenia czegoś nieosiągalnego lub znajdującego się bardzo daleko.